# Ogrinec
Ogrinec je priimek več znanih Slovencev:
- Dejan Ogrinec, alpinist
- Josip Ogrinec (1844—1879), pripovednik, dramatik, prevajalec, šahist in pedagog
- Marija (Marica) Ogrinec (1876—1920), gledališka igralka
- Sandi Ogrinec (*1998), nogometaš